# Peter William Barlow
Peter William Barlow (Woolwich, 1 de fevereiro de 1809 — Londres, 20 de maio de 1885) foi um engenheiro civil britânico.

## Vida
Filho de Peter Barlow e irmão de William Henry Barlow.
Construiu em 1862 a Lambeth Bridge em Londres, uma Ponte pênsil atualmente substituída por outra construção. Em 1864 patenteou a tuneladora escudo aprimorado, usado por James Henry Greathead na construção do túnel do Tamisa em Londres em 1870.
Em 1845 foi eleito fellow da Royal Society.